# Wolobujewka (Kursk)
Wolobujewka (russisch Волобуевка) ist ein Dorf (derewnja) in der Oblast Kursk in Russland. Es gehört zum Rajon Kursk und zur Landgemeinde (selskoje posselenije) Breschnewski selsowjet.

## Geographie
Der Ort liegt gut 27 km Luftlinie nordwestlich des Oblastverwaltungszentrums Kursk im südwestlichen Teil der Mittelrussischen Platte, 13,5 km vom Sitz des Dorfsowjet – Werchnekassinowo, 88 km vor Grenze zwischen Russland und der Ukraine, im Becken der Bolschaja Kuriza (rechter Nebenfluss des Seim).

### Klima
Das Klima im Ort ist wie im Rest des Rajons kalt und gemäßigt. Es gibt während des Jahres eine erhebliche Niederschlagsmenge. Dfb lautet die Klassifikation des Klimas nach Köppen und Geiger.

## Bevölkerungsentwicklung
| Jahr | Einwohner |
| ---- | --------- |
| 2002 | 8         |
| 2010 | 3         |

Anmerkung: Volkszählungsdaten

## Verkehr
Wolobujewka liegt 11 km vor Fernstraße föderaler Bedeutung M2 „Krim“ (ein Teil der Europastraße E105), 4 km vor Straße interkommunaler Bedeutung 38N-182 (M2 „Krim“ – Werchnjaja Medwediza – Rasinkowo) und 28 km von der nächsten Eisenbahnhaltestelle Bukrejewka (Eisenbahnstrecke Orjol – Kursk) entfernt.
Der Ort liegt 144 km vom internationalen Flughafen von Belgorod entfernt.